# Kung Fu Panda (Franchise)
Kung Fu Panda ist ein US-amerikanisch-chinesisches Multimedien-Franchise, bestehend aus den 4 Kinofilmen Kung Fu Panda (2008), Kung Fu Panda 2 (2011) und Kung Fu Panda 3 (2016), Kung Fu Panda 4 (2024) sowie mehreren Kurzfilmen und animierten Serien. Das Franchise hat einige Videospiele und Attraktionen in Themenparks zur Folge.

## Filme
| Veröffentlichung (Deutschland) | Film            | Regie                                   | Drehbuch                                   | Geschichte                                 | Produktion      |
| ------------------------------ | --------------- | --------------------------------------- | ------------------------------------------ | ------------------------------------------ | --------------- |
| 3. Juli 2008                   | Kung Fu Panda   | Mark Osborne, John Stevenson            | Jonathan Aibel, Glenn Berger               | Ethan Reiff, Cyrus Voris                   | Melissa Cobb    |
| 16. Juni 2011                  | Kung Fu Panda 2 | Jennifer Yuh Nelson                     | Jonathan Aibel, Glenn Berger               | Jonathan Aibel, Glenn Berger               | Melissa Cobb    |
| 17. März 2016                  | Kung Fu Panda 3 | Jennifer Yuh Nelson, Alessandro Carloni | Jonathan Aibel, Glenn Berger               | Jonathan Aibel, Glenn Berger               | Melissa Cobb    |
| 7. März 2024                   | Kung Fu Panda 4 | Mike Mitchell                           | Jonathan Aibel, Glenn Berger, Darren Lemke | Jonathan Aibel, Glenn Berger, Darren Lemke | Rebecca Huntley |

### Zukunft
Im Jahr 2010 gab der DreamWorks-Animation-CEO Jeffrey Katzenberg bekannt, dass insgesamt sechs Kung-Fu-Panda-Filme geplant sind. Stephanie Ma Stine, Co-Regisseurin des vierten Films, bestätigte im Februar 2024, dass Kung Fu Panda 4 nicht der letzte Film der Reihe werden soll.

## Kurzfilme
| Jahr | Film                                            | Regie             | Drehbuch                  | Geschichte                | Produktion   |
| ---- | ----------------------------------------------- | ----------------- | ------------------------- | ------------------------- | ------------ |
| 2008 | Kung Fu Panda: Das Geheimnis der furiosen Fünf  | Raman Hui         | Paul McEvoy & Todd Berger | Jed Diffenderfer          | Karen Foster |
| 2011 | Kung Fu Panda: Die Geheimnisse der Meister      | Tony Leondis      | Paul McEvoy & Todd Berger | Paul McEvoy & Todd Berger | Karen Foster |
| 2015 | Panda Paws                                      |                   |                           |                           |              |
| 2016 | Kung Fu Panda: Die Geheimnisse der Schriftrolle | Rodolphe Guenoden | Paul McEvoy               | Paul McEvoy               | Karen Foster |

## Fernsehserien- und Specials
| Serie                                        | Staffel | Episoden           | Premiere (Deutschland) | Finale            | Sender           |
| -------------------------------------------- | ------- | ------------------ | ---------------------- | ----------------- | ---------------- |
| Kung Fu Panda: Ein schlagfertiges Winterfest | Special | Special            |                        |                   | NBC              |
| Kung Fu Panda – Legenden mit Fell und Fu     | 1       | 26                 | 20. Nov. 2011          | 12. Oktober 2012  | Nick Deutschland |
| 2                                            | 26      | 26. Oktober 2012   | 26. September 2013     |                   | Nick Deutschland |
| 3                                            | 28      | 23. September 2013 | 6. September 2014      |                   | Nick Deutschland |
| Kung Fu Panda: Die Tatzen des Schicksals     | 1       | 26                 | 16. November 2018      | 16. November 2018 | Prime Video      |
| Kung Fu Panda: Der Drachenritter             | 1       | 11                 | 14. Juli 2022          | 14. Juli 2022     | Netflix          |
| Kung Fu Panda: Der Drachenritter             | 2       | 12                 | 12. Januar 2023        | 12. Januar 2023   | Netflix          |

## Wiederkehrende Charaktere
| Rolle          | Film            | Film                  | Film                  | Film            | Synchronisation                       |
| Rolle          | Kung Fu Panda   | Kung Fu Panda 2       | Kung Fu Panda 3       | Kung Fu Panda 4 | Synchronisation                       |
| -------------- | --------------- | --------------------- | --------------------- | --------------- | ------------------------------------- |
| Po             | Jack Black      | Jack Black            | Jack Black            | Jack Black      | Hape Kerkeling                        |
| Meister Shifu  | Dustin Hoffman  | Dustin Hoffman        | Dustin Hoffman        | Dustin Hoffman  | Gottfried John Reinhard Kuhnert 1 2   |
| Tigress        | Angelina Jolie  | Angelina Jolie        | Angelina Jolie        | Ohne Stimme     | Bettina Zimmermann                    |
| Mantis         | Seth Rogen      | Seth Rogen            | Seth Rogen            | Seth Rogen      | Tobias Kluckert                       |
| Monkey         | Jackie Chan     | Jackie Chan           | Jackie Chan           | Ohne Stimme     | Stefan Gossler                        |
| Viper          | Lucy Liu        | Lucy Liu              | Lucy Liu              | Ohne Stimme     | Cosma Shiva Hagen                     |
| Crane          | David Cross     | David Cross           | David Cross           | Ohne Stimme     | Ralf Schmitz                          |
| Mr. Ping       | James Hong      | James Hong            | James Hong            | James Hong      | Lutz Mackensy                         |
| Tai Lung       | Ian McShane     | Flashback             | Cameo                 | Ian McShane     | Thomas Fritsch Klaus-Dieter Klebsch 2 |
| Meister Oogway | Randall Duk Kim | Flashback             | Randall Duk Kim       |                 | Jochen Schröder                       |
| Meister Kroko  |                 | Jean-Claude Van Damme | Jean-Claude Van Damme |                 | Lutz Schnell                          |
| Li Shan        |                 | Cameo                 | Bryan Cranston        | Bryan Cranston  | Bert Franzke                          |

## Rezeption

### Einspielergebnisse
Mit einem Einspielergebnis von über 2,16 Milliarden US-Dollar befindet sich die Filmreihe auf Platz 25 weltweit. Sie ist DreamWorks dritt-erfolgreichste Filmreihe nach Shrek und Madagascar (Stand: 2. April 2024).
| Film            | Einspielergebnisse in US-Dollar | Einspielergebnisse in US-Dollar | Einspielergebnisse in US-Dollar | Budget        | Quelle |
| Film            | Nordamerika                     | Deutschland                     | Weltweit                        | Budget        | Quelle |
| --------------- | ------------------------------- | ------------------------------- | ------------------------------- | ------------- | ------ |
| Kung Fu Panda   | 215.771.591                     | 22.296.033                      | 632.083.197                     | 130 Millionen | [ 7 ]  |
| Kung Fu Panda 2 | 165.249.063                     | 20.744.836                      | 665.692.281                     | 150 Millionen | [ 8 ]  |
| Kung Fu Panda 3 | 143.528.619                     | 7.029.300                       | 521.170.825                     | 145 Millionen | [ 9 ]  |
| Kung Fu Panda 4 | 151.799.265                     | 8.097.996                       | 346.084.265                     | 85 Millionen  | [ 10 ] |
| Gesamt:         | 676.348.538                     | 58.168.165                      | 2.165.030.568                   | 510 Millionen | [ 11 ] |

### Kritiken
Die Filme wurden überwiegend positiv aufgenommen (Stand: 2. April 2024).
| Film            | Rotten Tomatoes     | Metacritic       | IMDb                      |
| --------------- | ------------------- | ---------------- | ------------------------- |
| Kung Fu Panda   | 87 % (193 Kritiken) | 74 (36 Kritiken) | 7,6 (518.834 Bewertungen) |
| Kung Fu Panda 2 | 81 % (188 Kritiken) | 67 (34 Kritiken) | 7,3 (318.158 Bewertungen) |
| Kung Fu Panda 3 | 86 % (180 Kritiken) | 66 (34 Kritiken) | 7,1 (186.665 Bewertungen) |
| Kung Fu Panda 4 | 72 % (142 Kritiken) | 54 (33 Kritiken) | 6,5 (16.173 Bewertungen)0 |

## Andere Medien

### Videospiele
- Der erste Film wurde lose von Activision auf mehreren Spielekonsolen adaptiert. Kung Fu Panda erschien im Juni 2008.
- Kung Fu Panda: Legendary Warriors, die Fortsetzung zum ersten Videospiel, wurde im November 2008 veröffentlicht – einen Monat später auch für die Wii und den Nintendo DS
- Das Virtuelle Welt-Videospiel Kung Fu Panda World erschien am 12. April 2012.
- Das Videospiel Kung Fu Panda 2 spielt kurz nach den Ereignissen des zweiten Films. Es wurde von THQ entwickelt und am 23. Mai 2011 für den Nintendo DS, die PS3, die Wii und die Xbox 360 veröffentlicht.
- Das Kampfspiel Kung Fu Panda: Showdown of Legendary Legends wurde von Vicious Cycle entwickelt und am 1. Dezember 2015 für Microsoft Windows, Xbox One, Xbox 360, PS3, PS4, Nintendo 3DS und die Wii U von Little Orbit veröffentlicht.

### Hörspiele
- Kung Fu Panda – Das Original Hörspiel zum Kinofilm (2008)
- Kung Fu Panda 2 – Das Original Hörspiel zum Kinofilm (2011)
- Kung Fu Panda 3 – Das Original Hörspiel zum Kinofilm (2016)
- Kung Fu Panda 4 – Das Original Hörspiel zum Kinofilm (2024)